# Jean Loste
Jean Auguste Loste, né le 2 septembre 1893 à Toulon et mort le 26 juillet 1960 à Bordeaux, est un aviateur français, as de la Première Guerre mondiale.

## Biographie
Il passe son brevet de pilote (no 1533) le 7 novembre 1913. Il sert au 27e régiment d'infanterie avant d'être versé dans l'aviation. Au cours de la Première Guerre mondiale, il remporte sept victoires sur Caudron triplace. Muté à  l'escadrille des Cigognes, il est abattu deux fois par l'artillerie allemande. Il est grièvement blessé et trépané trois fois.
Il est enterré au cimetière central de Toulon.

### Sources
- Marcel Catillon, Mémorial aéronautique : qui était qui, t. 2, Paris, Nouvelles Editions latines, 2004, 224 p. (ISBN 978-2-7233-2053-5, lire en ligne).